# Eckentelep
Eckentelep (románul: Avrămești) falu Romániában, Maros megyében. Közigazgatásilag Marosludashoz tartozik.

## Fekvése
A Mezőségi-patak jobb partján fekszik, Marosludastól 5 km-re északra, a Nagysármási főút irányában, Andrássytelep szomszédságában. Földrajzilag és etnográfiailag a Mezőséghez tartozik.

## Története
A magyar állam által megszervezett és 1903–1905 között lebonyolított marosludasi telepítéseknek köszönhetően jön létre Eczken Sándor földbirtokos földjein. Az időszakban összesen négy lakótelep keletkezik Marosludas környezetében (a továbbiak Andrássytelep, Belsőtelep és Mezőalbisitelep). A beköltöző lakosok részletben vásárolhatták meg a földjeiket. A településen iskola és református templom épült a benépesítés idején.